# Collinsia ezoensis
Collinsia ezoensis är en spindelart som först beskrevs av Saito 1986.  Collinsia ezoensis ingår i släktet collinsior, och familjen täckvävarspindlar. Inga underarter finns listade i Catalogue of Life.